# Републикански път III-6007
Републикански път IIІ-6007 е третокласен път, част от Републиканската пътна мрежа на България, преминаващ изцяло по територията на Сливенска област, Община Сливен. Дължината му е 8,8 km.
Пътят се отклонява наляво при 412,9 km на Републикански път I-6 северно от село Тополчане и се насочва на запад-северозапад през Сливенското поле. След разклона за град Сливен завива на север, минава през село Сотиря и северозападно от него, в полите на Сливенска планина се свързва с Републикански път III-488 при неговия 30,7 km.
| Пътища, отклоняващи се надясно (населено място, № на пътя, посока на пътя) | km  | Пътища, отклоняващи се наляво (посока на пътя, № на пътя, населено място) |
| -------------------------------------------------------------------------- | --- | ------------------------------------------------------------------------- |
| Община Сливен, I-6, 412,9 km ←                                             | 0,0 | ← 412,9 km, I-6, Община Сливен                                            |
|                                                                            | 2,3 | → общински път (за гр. Сливен)                                            |
| с. Сотиря                                                                  | 5,3 | с. Сотиря                                                                 |
| (от с. Градец), III-488, 30,7 km →                                         | 8,8 | → 30,7 km, III-488 (до гр. Сливен)                                        |